# Frances Phipps
Frances M. Phipps (* 1926 in Quebec; † 1. Juli 2013 in New Glasgow) war die erste Frau, die den Nordpol erreichte.

## Leben
Phipps wuchs als Frances Coolin in Ottawa, Ontario auf und heiratete 1946 den kanadischen Piloten Welland Phipps, mit dem sie 9 Kinder bekam. Das Ehepaar gründete 1962 die Atlas Aviation in Resolute Bay, die damals in Kanada der nördlichste Charterflugdienst war. Am 5. April 1971 erreichte sie zusammen mit ihrem Mann den Nordpol und wurde dadurch in das Guinness-Buch der Rekorde als erste Frau am Nordpol aufgenommen. Das Ehepaar ging 1972 in den Ruhestand und reiste 22 Jahre mit einem Segelboot um die Welt. Nach dem Tod ihres Mannes reiste Phipps mit 75 Jahren in einem Motorhome durch die USA und Kanada.